# Molly Yard
Molly Yard (ur. 6 lipca 1912 w Chengdu w Chinach, zm. 21 września 2005 w Pittsburghu w USA) – amerykańska feministka, działaczka praw kobiet, w latach 1987-1991 sprawowała funkcję prezydenta Międzynarodowej Organizacji Kobiet (National Organization for Women (NOW)).
W 1933 roku ukończyła koedukacyjny Swarthmore Colleg. Pod koniec lat 40. i na początku 50. XX wieku, była zaangażowana w amerykańską politykę, została aktywistką Partii Demokratycznej. Pracowała na rzecz kampanii do Senatu kandydatki Helen Gahaghan Douglas. W 1953 roku przeniosła się do Pittsburgha i rozpoczęła pracę w sztabie Davida Lawrence’a in 1958, który kandydował na urząd gubernatora. Była przewodniczącą sztabu Johna F. Kennedy’ego w Zachodniej Pensylwanii w 1960.
W 1971 roku zainteresowała się NOW, a w 1978 roku dołączyła do jej międzynarodowej organizacji. Została wybrana prezydentem tej organizacji w 1987 roku. Funkcję sprawowała do 1991.